# STARTING OVER 〜BEST HIT OF THE ALFEE〜
『STARTING OVER 〜BEST HIT OF THE ALFEE〜』（スターティング オーヴァー ベスト ヒット オブ ジ・アルフィー）は、2006年3月29日に発売されたTHE ALFEEの22枚目のベスト・アルバム。

## 収録曲
1. BEST HIT ALFEE 15
「WEEKEND SHUFFLE」→「19 (nineteen)」→「風曜日、君をつれて」→「シンデレラは眠れない」→「タンポポの詩」→「Juliet」→「サファイアの瞳」→「白夜 -byaku-ya-」→「STARSHIP -光を求めて-」→「Promised Love」→「メリーアン」→「Flower Revolution」→「SWEAT&TEARS」→「星空のディスタンス」→「100億のLove Story（Instrumental）」の順でメドレー編成。
2. 組曲 Symphony of The Alfee
『THE ALFEE CLASSICS』収録「組曲『展覧会の絵』よりプロムナード ～Symphony of The Alfee」を歌詞付で再録。
3. 希望の橋 (Long Version)
4. ZeRoになれ! (Starting Over Version)
イントロのコーラスが前年開催ライヴ『AUBE2005 STARTING OVER』春ツアーオープニング曲（当時未発表）として演奏された際のアップテンポなアレンジに近い仕上がり。
5. 夜明けの星を目指して